# Tomasz Ścigaczewski
Tomasz Ścigaczewski (ur. 18 listopada 1978 w Zgierzu) – polski lekkoatleta, płotkarz.
Jego matka – Halina Kamińska uprawiała skok w dal (rekord życiowy 6,25 jako juniorka).

## Największe osiągnięcia
- brązowy medal Mistrzostw Europy Juniorów w 1995 w biegu na 110 m przez płotki
- srebrny medal Mistrzostw Świata Juniorów w 1996 w biegu na 110 m przez płotki
- złoty medal Mistrzostw Europy Juniorów w 1997 w biegu na 110 m przez płotki
- srebrny medal Halowych Mistrzostw Europy w 1998 w biegu na 60 m przez płotki
- 5.miejsce na Halowych Mistrzostw Świata w 1999 w biegu na 60 m przez płotki
- brązowy medal Halowych Mistrzostw Europy w 2000 w biegu na 60 m przez płotki
- pięciokrotny mistrz Polski na 110 m przez płotki: 1998, 1999, 2004, 2005 i 2007
- sześciokrotny halowy mistrz Polski na 60 m przez płotki: 1999, 2000, 2004, 2005, 2006 i 2007

## Rekordy życiowe
| Stadion                                                                  | Hala                                                               |
| bieg na 110 metrów przez płotki (91.4cm) – 13,67 s. (Bath 12 lipca 1995) | bieg na 50 metrów przez płotki – 6,48 s. (Budapeszt 5 lutego 1999) |
| bieg na 110 metrów przez płotki – 13,29 s. (Oslo 30 czerwca 1999)        | bieg na 60 metrów przez płotki – 7,51 s. (Maebashi 5 marca 1999)   |

Swój rekord życiowy w biegu na 110 m przez płotki (13,29 s) ustanowił 30 czerwca 1999 w Oslo. Jest to 4. wynik w historii polskiej lekkoatletyki. Nieco lepszy wynik (13,25 s.) Ścigaczewski uzyskał rok wcześniej (20 czerwca 1998) w Grudziądzu. Podczas biegu wiał sprzyjający płotkarzom wiatr o prędkości 2,7 m/s (aby wynik mógł być uznany za oficjalny wiatr nie może przekraczać +2,0 m/s).